# 谢为杰
谢为杰（1908年—1986年），男，祖籍福建福州，生于山东烟台，中国化工专家，曾任永利川厂厂长，第二、三届全国人大代表。

## 家庭
姐姐冰心。